# Bászil Gorgísz Hanna
Bászil Gorgísz Hanna (Ankawa, 1961. január 8. –) válogatott iraki labdarúgó, középpályás. Az 1980-as évek iraki „aranycsapatának” tagja volt, amelyben Huszejn Szaíd és Ahmad Radhi is helyet kapott.

## Pályafutása

### Klubcsapatokban
Fiatalként a Nadi Al-Armenihez (örmény csapat) tartozó ifjúsági együttesnél, az ifjúsági bajnokságban játszott. 16 évesen a Nadi Al-Athorihoz tartozó Tammuz klubhoz került, ahol felfigyelt rá az akkor első osztályú bagdadi Al-Amana. A továbbiakban az iraki szuperligában maradt, ahol az Al Shabab és az Al Talaba csapatában játszott. A leghosszabb ideig az Al-Shababban, a fővárosi klubban játszott, amelyben az 1989–90-es szezonban az Irak Kupa döntőse lett.
Később Kanadába emigrált, ahol 1992-től amatőrként játszott a Ninive Star csapatában. 1995-ben csatlakozott a Canadian National Soccer League félprofi klubhoz, a North York Astroshoz, és segítette őket az Ontario Kupa döntőjébe, ahol tizenegyesekkel veszítettek a St. Catharines Roma ellen.

### Az iraki válogatottban
1981-től 1989-ig játszott az iraki válogatottban: 55 mérkőzésen 4 gólt szerzett. Irakot képviselte az 1986-os labdarúgó-világbajnokságon. Itt Paraguay és Belgium ellen játszott. Az iraki válogatottal 1984-ben és 1988-ban megnyerte az Öböl-kupát.

## Fordítás
- Ez a szócikk részben vagy egészben  a   Basil Gorgis című angol Wikipédia-szócikk ezen változatának fordításán alapul.  Az eredeti cikk szerkesztőit annak laptörténete sorolja fel. Ez a jelzés csupán a megfogalmazás eredetét és a szerzői jogokat jelzi, nem szolgál a cikkben szereplő információk forrásmegjelöléseként.